# Nicolas Edet
Nicolas Edet (La Ferté-Bernard, Sarthe, 2 de desembre de 1987) és un ciclista francès, professional des del 2011. Actualment corre a l'equip Cofidis.
Com a professional sols destaquen victòries en classificacions secundàries, com ara la muntanya a la Volta a Àustria del 2011 i el premi de la combativitat en la 1a etapa del Tour de França del 2012.

## Palmarès
- 2007
  - Vencedor d'una etapa al Tour de Faso
- 2010
  - 1r al Tour del Franc Comtat
  - Vencedor d'una etapa al Tour del País de Savoia
  - Vencedor d'una etapa al Giro de la Vall d'Aosta
- 2011
  - Vencedor de la classificació de la muntanya a la Volta a Àustria
- 2012
  -  Combativitat en la 1a etapa del Tour de França
- 2013
  - 1r de la classificació de la muntanya a la Volta a Espanya
- 2014
  - Vencedor d'una etapa al Rhône-Alpes Isère Tour
- 2018
  - 1r al Tour del Llemosí i vencedor d'una etapa

### Resultats a la Volta a Espanya
- 2011. Abandona (8a etapa)
- 2013. 104è de la classificació general.  1r de la classificació de la muntanya
- 2019. 18è de la classificació general

### Resultats al Tour de França
- 2012. 128è de la classificació general.  Premi de la Combativitat en la 1a etapa
- 2014. 77è de la classificació general
- 2015. 111è de la classificació general
- 2016. 106è de la classificació general
- 2017. 76è de la classificació general
- 2018. 43è de la classificació general
- 2019. Abandona (6a etapa)
- 2020. 49è de la classificació general

### Resultats al Giro d'Itàlia
- 2020. Abandona (15a etapa)
- 2021. Abandona (14a etapa)